# گرته نوردرا
گرته نوردرا (انگلیسی: Grete Nordrå؛ ۲۲ نوامبر ۱۹۲۴ – ۱۳ مارس ۲۰۱۲) بازیگر تلویزیون، و هنرپیشه اهل نروژ بود.